# جی. باند (دهانه)
جی. باند یک دهانه برخوردی در ماه‌ است.